# Hanna Maron
Pour les articles homonymes, voir Meron (homonymie).
Hanna Maron (en hébreu : חנה מרון), parfois écrit Hanna Meron, née le 22 novembre 1923 à Berlin et morte le 30 mai 2014, est une actrice israélienne d'origine allemande.
Elle détient d'après le Livre Guinness des records le record de la plus longue carrière au théâtre.

## Biographie

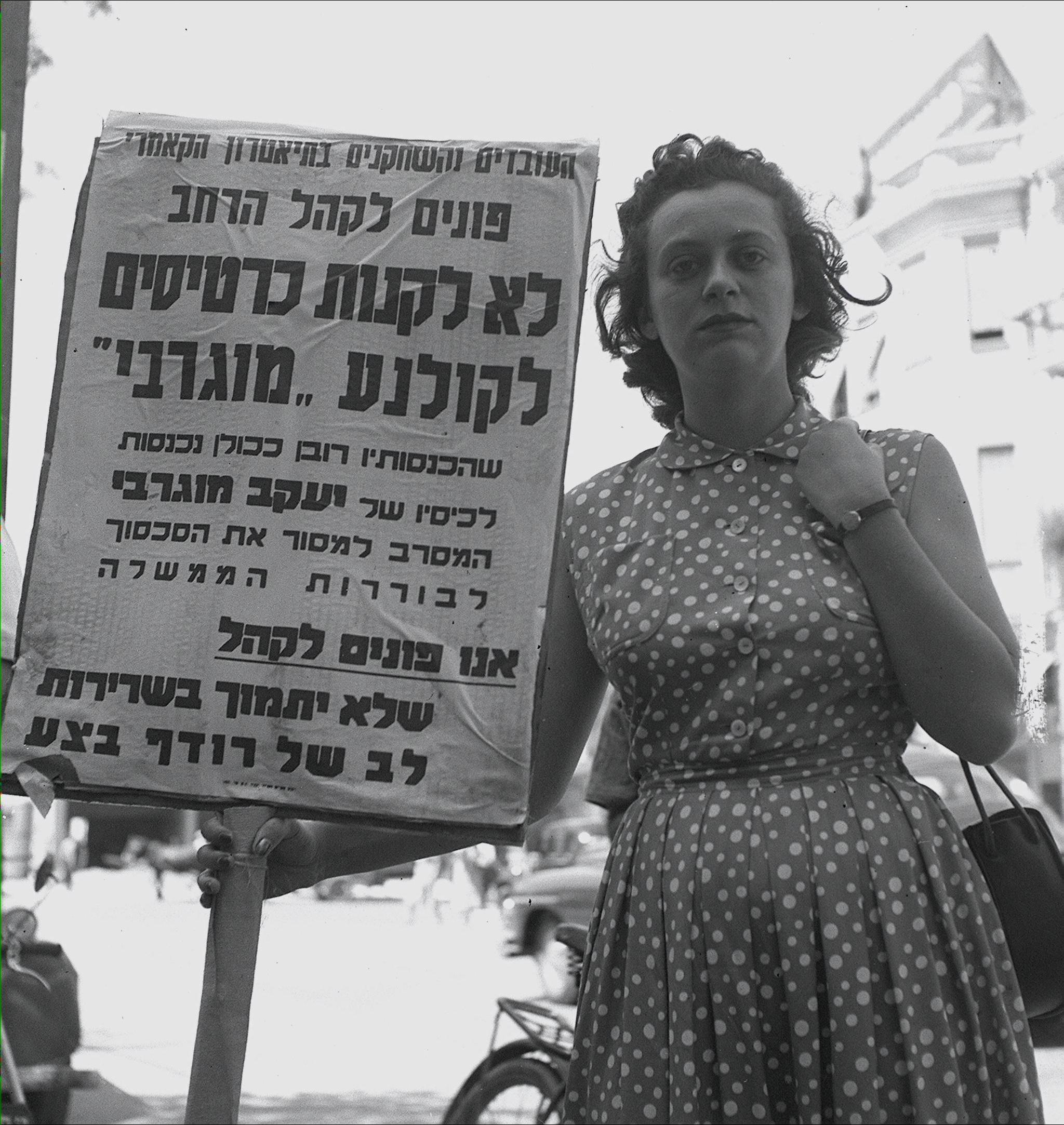
Hanna Meron dans une manifestation, en 1950.

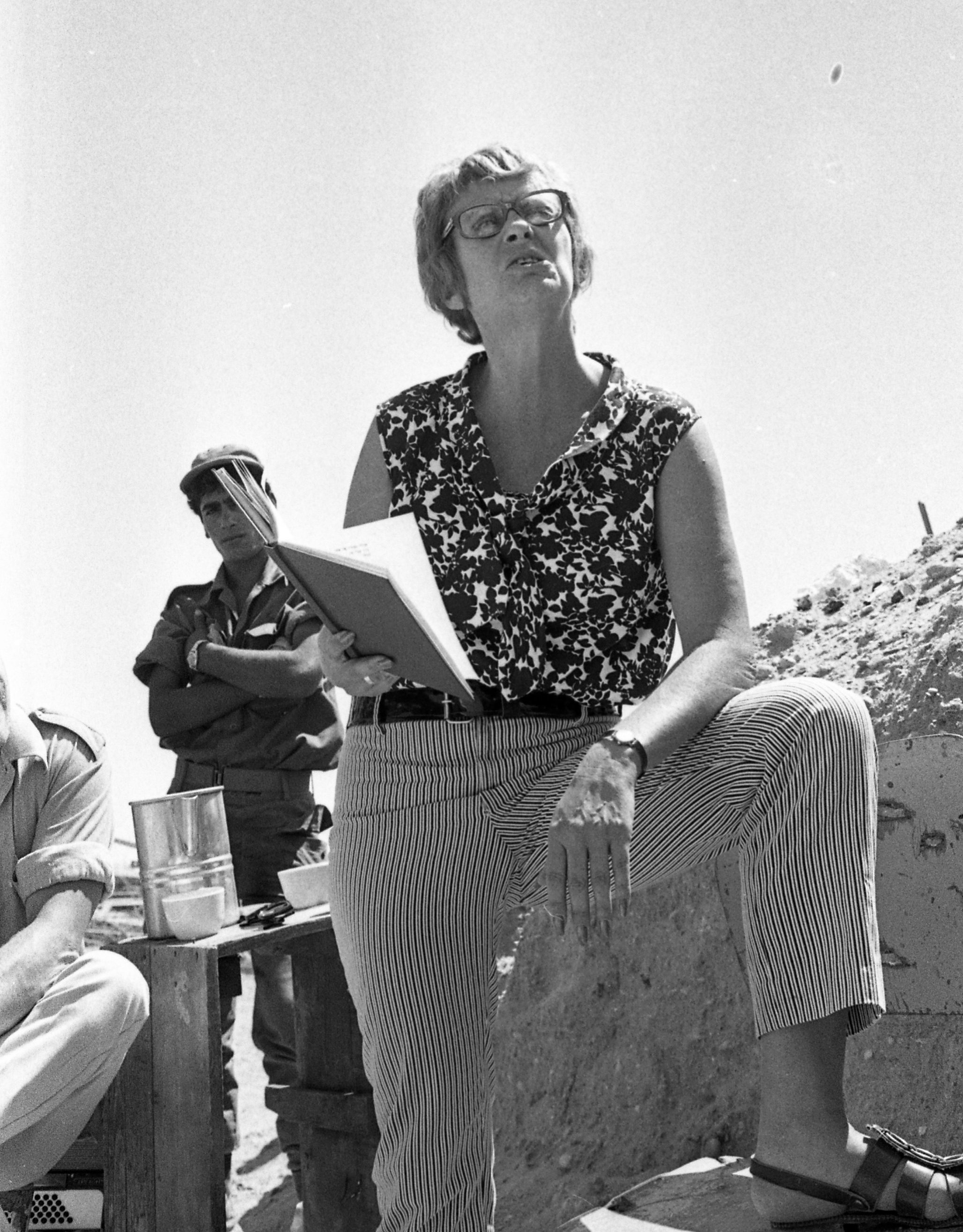
Hanna Maron, 1969

Hanna Meierzak est née à Berlin, en Allemagne, le 22 novembre 1923. Enfant, elle participe à plusieurs pièces de théâtre, films et émissions de radio. En 1931, elle apparait par exemple dans M le maudit, film de Fritz Lang. Dans son école Montessori, elle apprend le français. Elle vit pendant un an à Paris avec sa famille, en 1932. En 1933, après l'arrivée du parti nazi au pouvoir, sa famille émigre en Palestine mandataire.
En 1940, elle rejoint la troupe Habima, basée à Tel-Aviv. Pendant la seconde Guerre mondiale, elle est pendant deux ans volontaire comme auxiliaire dans l'armée britannique, puis elle rejoint le groupe de divertissement de la Brigade juive. 
Après la guerre, elle rejoint le théâtre Cameri à Tel-Aviv. Après le succès de Hu Halach Ba-Sadot ("Il est allé dans les champs"), film de Moshe Shamir en 1947, elle devient l'une des actrices les plus connues d'Israël.
Elle se marie avec un autre acteur, Yossi Yadin (fils de l'archéologue Eleazar Sukenik et frère du militaire Yigael Yadin). Leur union dure six ans. 
Elle joue alors dans plusieurs productions, notamment Pygmalion, La Ménagerie de verre et Hello, Dolly!, et plusieurs pièces de théâtre de Nathan Alterman.
Le 10 février 1970, elle se trouve dans l'avion El Al détourné par des terroristes palestiniens à  Munich-Riem. Grièvement blessée par l'éclat d'une grenade, elle doit être amputée de la jambe. Elle reprend sa carrière d'actrice un an plus tard,. Malgré cet événement, elle reste une pacifiste engagée.
Elle apparaît dans les films Tante Clara (1977), The Vulture (1981) et Dead End Street (1982). De 1983 à 1986, elle joue dans le sitcom Krovim Krovim (en). Elle poursuit sa carrière jusque dans les années 2000, notamment en 2003 au Cameri,
Elle épouse l'architecte Yaakov Rechter, avec qui elle a eu trois enfants: Amnon, Ofra et Dafna,. Elle meurt à Tel-Aviv le 30 mai 2014, à l'âge de 90 ans.

## Culture
Un roman graphique inspiré par sa vie, écrit par David Polansky et Barbara Yelin paraît en allemand en septembre 2016 : Vor allem eins: Dir selbst sei treu. Die Schauspielerin Channa Maron. La traduction française, Par-dessus tout, sois fidèle à toi-même, est publiée par les éditions Actes Sud - L'An 2.

## Prix et distinctions
- En 1973, prix Israël du théâtre[15].

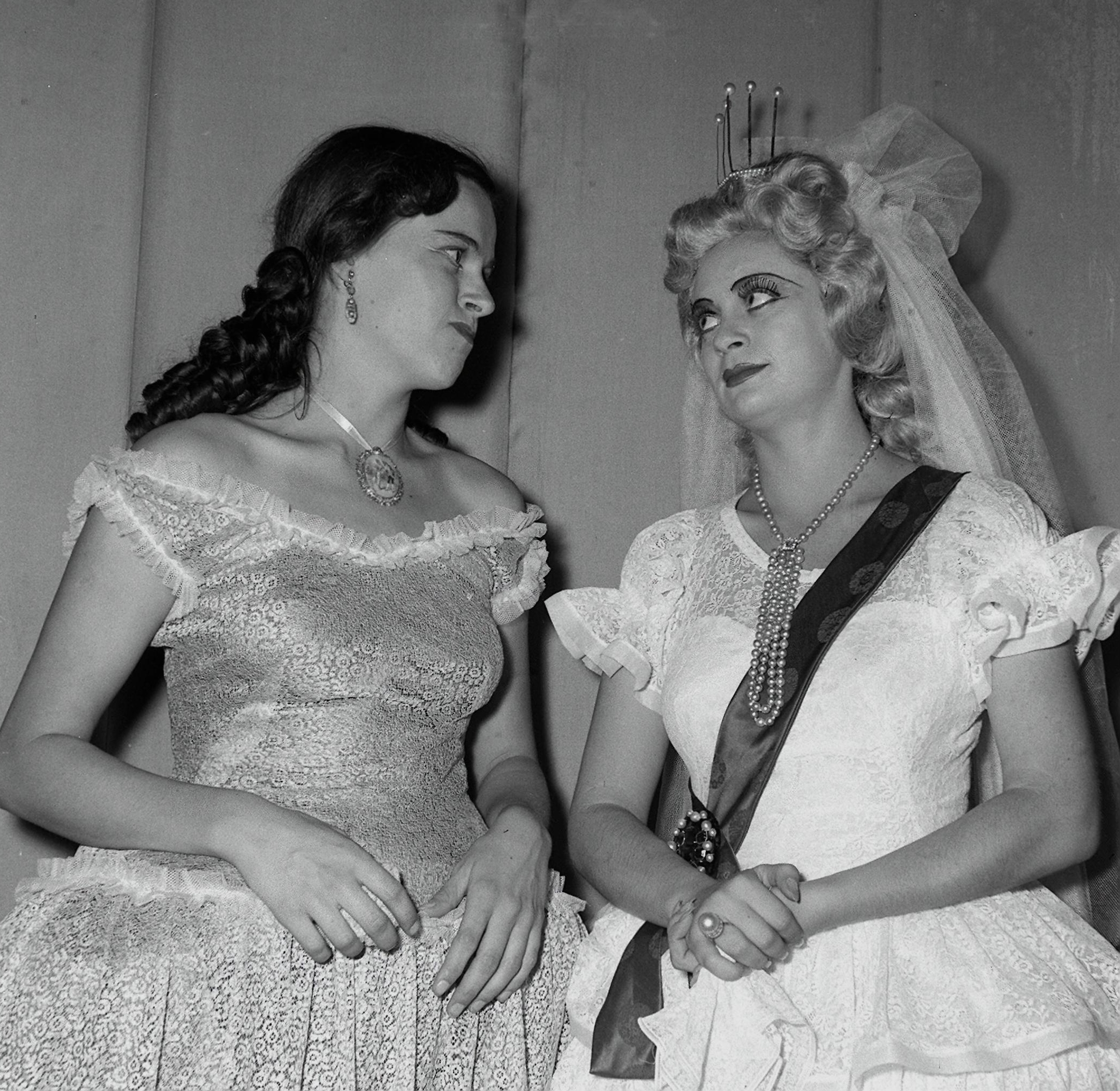
Hanna Maron et Orna Porat, en 1949.

- En 1994, doctorat honorifique de l'Université de Tel Aviv.
- En 2007, doctorat honorifique de l'Université Ben-Gourion[16].